# Breanne Benson
Pour les articles homonymes, voir Benson.
Breanne Benson, née le 22 avril 1984 à Tirana en Albanie, est une actrice pornographique albanaise vivant aux États-Unis.

## Biographie
Breanne Benson (de son vrai nom Benedetta Hamzai) est née à Tirana en Albanie. À l'âge de 7 ans, elle et sa famille émigrent vers l'Italie puis les États-Unis où elle vécut en Californie.
Elle commence dans le X en 2003 à l'âge de 19 ans, dans le film Cockless 23 avec Tanya James.
Fin 2004, Breanne décide de se retirer du métier mais en juin 2009 elle est de retour sur scène. Au cours de sa carrière, de 2003 à 2017, elle a interprété environ 300 films .
Elle est la Penthouse Pet de janvier 2011.

## Filmographie sélective
- 2003 : Young Sluts, Inc. 15
- 2004 : Lipstick Lesbians 1
- 2004 : Hook-ups 5
- 2005 : Adventures of Be the Mask 4
- 2009 : Power Munch 1
- 2010 : We Live Together 12
- 2010 : We Live Together 13
- 2010 : Molly's Life 6
- 2010 : Lust
- 2010 : Breakfast Club XXX
- 2010 : American Cocksucking Sluts 1
- 2011 : Girlfriends 3
- 2012 : Molly's Life 18
- 2013 : Neighbor Affair 19
- 2014 : Girl on Girl Milk
- 2015 : Hot and Mean 14
- 2016 : Dirty Masseur 10
- 2017 : Dark, Nasty and Busty

## Distinctions
Nominations
- 2005 AVN Award pour Best All-Girl Sex Scene – Hook Ups 5 avec Isabella Camille[2].
- 2011 AVN Award pour Best All-Girl Three-Way Sex Scene – Lust avec Alektra Blue, Asa Akira[3]
- 2011 AVN Award pour Best Group Sex Scene – The Breakfast Club: A XXX Parody avec Tessa Taylor, Brooke Van Buuren & Levi Cash[3]
- 2011 XBIZ Award  pour Female Performer of the Year[4]
- 2012 AVN Award  pour Best Oral Sex Scene – American Cocksucking Sluts avec Kagney Linn Karter, Allie Haze